# Misja Japonii przy Organizacji Traktatu Północnoatlantyckiego
Misja Japonii przy Organizacji Traktatu Północnoatlantyckiego (jap. 北大西洋条約機構日本政府代表部, ame. Mission of Japan to the North Atlantic Treaty Organization, be. Mission of Japan to the North Atlantic Treaty Organisation) – jest stałą delegacją Japonii przy NATO.

## Historia
1 lipca 2018 roku powołano Misję Japonii przy Organizacji Traktatu Północnoatlantyckiego, która znajdowała się w Ambasadzie Japonii w Belgii. 10 lipca 2018 Ambasador Japonii w Belgii Hajime Hayashi zostaje mianowany pierwszym równoległym ambasadorem NATO.
Od 2022 roku Ambasador Masahiro Mikami, pełni podwójną funkcję ambasadora Japonii w Belgii i przy NATO. 21 sierpnia 2022 roku poinformowano, że delegacja NATO uniezależni się od ambasady japońskiej, z ambasadorem zatrudnionym na pełny etat.
15 stycznia 2025 roku placówka NATO stała się niezależna od Ambasady Japonii w Belgii i została otwarta jako niezależna placówka z Osamu Izawą jako nowym ambasadorem.